# Јаковљево
Јаковљево је насеље у Србији у општини Власотинце у Јабланичком округу. Према попису из 2022. било је 199 становника.

## Географија
Село се простире на заравни брдскопланинског дела у власотиначкој општини, на левој страни планинске реке Власине, испод планинских висова добропољских и козилских чука.

## Настанак села
Село је према легенди добило назив по насељеницима три брата Јакова, Крсте и Рајка из Македоније. Село је пре тога имало назив Ора (Орах), у коме је живео турски бег који је био чувен у то време по доброти. Фамилија Јакова је засновала насеље Јаковљево, фамилија Крсте Крстићево и фамилија Рајка Рајичево. Крстићево и Рајичево су махале сада села Јаковљево, које су близу реке Власине према Тегошници и према Златићеву и Свођу.

## Инфраструктура
Село Јаковљево је повезано макадамским путем са Тегошницом и Свођем, а и са Доњим Дејаном преко Златићева. Мештани се надају скорој изградњи асфалта и тиме повезивањем са Власотинцем.
У овом крају клима је повољна за развој воћарства, пчеларства и садње кромпир, као и сточарства.

## Демографија
У насељу Јаковљево живи 392 пунолетна становника, а просечна старост становништва износи 45,3 година (44,2 код мушкараца и 46,4 код жена). У насељу има 164 домаћинства, а просечан број чланова по домаћинству је 2,81.
Ово насеље је великим делом насељено Србима (према попису из 2002. године), а у последња три пописа, примећен је пад у броју становника.
|  |

| Демографија | Демографија | Демографија |
| Година      | Становника  | Становника  |
| ----------- | ----------- | ----------- |
| 1948.       | 990         |             |
| 1953.       | 1.043       |             |
| 1961.       | 1.030       |             |
| 1971.       | 985         |             |
| 1981.       | 781         |             |
| 1991.       | 625         | 625         |
| 2002.       | 461         | 465         |
| 2011.       | 336         |             |
| 2022.       | 199         |             |

| Етнички састав према попису из 2002.‍ | Етнички састав према попису из 2002.‍ | Етнички састав према попису из 2002.‍ | Етнички састав према попису из 2002.‍ | Етнички састав према попису из 2002.‍ |
| ------------------------------------ | ------------------------------------ | ------------------------------------ | ------------------------------------ | ------------------------------------ |
|                                      |                                      |                                      |                                      |                                      |
| Срби                                 | Срби                                 |                                      | 450                                  | 97,61%                               |
| Роми                                 | Роми                                 |                                      | 10                                   | 2,16%                                |
| Румуни                               | Румуни                               |                                      | 1                                    | 0,21%                                |

| \| \| м \| \| \| ж \| \| ? \| 0 \| \| \| 0 \| \| 80+ \| 2 \| \| \| 4 \| \| 75—79 \| 9 \| \| \| 8 \| \| 70—74 \| 21 \| \| \| 21 \| \| 65—69 \| 25 \| \| \| 33 \| \| 60—64 \| 18 \| \| \| 19 \| \| 55—59 \| 11 \| \| \| 10 \| \| 50—54 \| 15 \| \| \| 15 \| \| 45—49 \| 14 \| \| \| 17 \| \| 40—44 \| 21 \| \| \| 11 \| \| 35—39 \| 16 \| \| \| 16 \| \| 30—34 \| 17 \| \| \| 4 \| \| 25—29 \| 14 \| \| \| 13 \| \| 20—24 \| 20 \| \| \| 9 \| \| 15—19 \| 14 \| \| \| 14 \| \| 10—14 \| 7 \| \| \| 13 \| \| 5—9 \| 10 \| \| \| 7 \| \| 0—4 \| 5 \| \| \| 8 \| \| Просек : \| 44,2 \| \| \| 46,4 \| |      |  |  |      |
| |      |  |  |      |
| | м    |  |  | ж    |
| ? | 0    |  |  | 0    |
| 80+ | 2    |  |  | 4    |
| 75—79 | 9    |  |  | 8    |
| 70—74 | 21   |  |  | 21   |
| 65—69 | 25   |  |  | 33   |
| 60—64 | 18   |  |  | 19   |
| 55—59 | 11   |  |  | 10   |
| 50—54 | 15   |  |  | 15   |
| 45—49 | 14   |  |  | 17   |
| 40—44 | 21   |  |  | 11   |
| 35—39 | 16   |  |  | 16   |
| 30—34 | 17   |  |  | 4    |
| 25—29 | 14   |  |  | 13   |
| 20—24 | 20   |  |  | 9    |
| 15—19 | 14   |  |  | 14   |
| 10—14 | 7    |  |  | 13   |
| 5—9 | 10   |  |  | 7    |
| 0—4 | 5    |  |  | 8    |
| Просек : | 44,2 |  |  | 46,4 |

| Година пописа     | 1948. | 1953. | 1961. | 1971. | 1981. | 1991. | 2002. |
| ----------------- | ----- | ----- | ----- | ----- | ----- | ----- | ----- |
| Број домаћинстава | 148   | 166   | 182   | 223   | 203   | 180   | 164   |

| Број чланова      | 1  | 2  | 3  | 4  | 5  | 6 | 7 | 8 | 9 | 10 и више | Просек |
| ----------------- | -- | -- | -- | -- | -- | - | - | - | - | --------- | ------ |
| Број домаћинстава | 34 | 56 | 25 | 24 | 11 | 9 | 5 | 0 | 0 | 0         | 2,81   |

| Пол    | Укупно | Неожењен/Неудата | Ожењен/Удата | Удовац/Удовица | Разведен/Разведена | Непознато |
| ------ | ------ | ---------------- | ------------ | -------------- | ------------------ | --------- |
| Мушки  | 217    | 62               | 136          | 15             | 4                  | 0         |
| Женски | 194    | 22               | 134          | 32             | 1                  | 5         |
| УКУПНО | 411    | 84               | 270          | 47             | 5                  | 5         |

| Пол    | Укупно                    | Пољопривреда, лов и шумарство | Рибарство                            | Вађење руде и камена | Прерађивачка индустрија       |
| ------ | ------------------------- | ----------------------------- | ------------------------------------ | -------------------- | ----------------------------- |
| Мушки  | 126                       | 35                            | 0                                    | 0                    | 2                             |
| Женски | 35                        | 26                            | 0                                    | 0                    | 6                             |
| Укупно | 161                       | 61                            | 0                                    | 0                    | 8                             |
|        |                           |                               |                                      |                      |                               |
| Пол    | Производња и снабдевање   | Грађевинарство                | Трговина                             | Хотели и ресторани   | Саобраћај, складиштење и везе |
| Мушки  | 0                         | 86                            | 1                                    | 0                    | 1                             |
| Женски | 0                         | 0                             | 1                                    | 0                    | 0                             |
| Укупно | 0                         | 86                            | 2                                    | 0                    | 1                             |
|        |                           |                               |                                      |                      |                               |
| Пол    | Финансијско посредовање   | Некретнине                    | Државна управа и одбрана             | Образовање           | Здравствени и социјални рад   |
| Мушки  | 0                         | 0                             | 0                                    | 1                    | 0                             |
| Женски | 0                         | 0                             | 1                                    | 0                    | 0                             |
| Укупно | 0                         | 0                             | 1                                    | 1                    | 0                             |
|        |                           |                               |                                      |                      |                               |
| Пол    | Остале услужне активности | Приватна домаћинства          | Екстериторијалне организације и тела | Непознато            | Непознато                     |
| Мушки  | 0                         | 0                             | 0                                    | 0                    | 0                             |
| Женски | 0                         | 0                             | 0                                    | 1                    | 1                             |
| Укупно | 0                         | 0                             | 0                                    | 1                    | 1                             |

## Образовање
Месна основна школа је 1931. године названа "Његош". У селу постоји четворазредна основна школа, која је некада до седамдесетих година била једна од највећих у том крају, потом задружни дом. Школа је поред дома и цркве у селу. Ученици села Јаковљева су до седамдесете године XX. века похађали осмогодишњу школу у селу Свође, а сада похађају у селу Тегошница.

## Занати
Јаковљево има и продавнице, а имало је и ковачку, поткивачку, столарску радњу. Некада су у селу били познати печалбари циглари, длакари а сада су махом зидари печалбари. Многи Јаковљевци до данашњег дана се баве рабаџијским послом -коњима носе кромпир у села власотиначке општине и врше трампу за кукуруз или грожђе. У планинским црнотравским селима се трговало са ракијом, а и препродавала се паприка и парадајз.

## Духовни живот
Јаковљево има напуштену цркву око које су у XX веку се одржавале светковине и игранке у време летњих верских и државних празника, а у задружном дому су одржаване игранке и такмичења певача аматера у току зимских месеци.
Насред села, близу цркве, школе, дома и продавница постоји и спомен плоча родољубима које су стрељали Бугари у Другом светском рату током чувене гарске трагедије. Јаковљеци су узимали учешће и у Првом светском рату и садашњим ратовима у Хрватској и Косову после распада бивше Југославије.

## Познате личности
Међу Јаковљевцима је познат Жика Лепојевић доктор хемијских наука, професор на Новосадском универзитету.